# Dyanfres Douglas Chagas Matos
Dyanfres Douglas Chagas Matos (født 30. december 1987) er en brasiliansk fodboldspiller, som spiller for den japanske fodboldklub Shimizu S-Pulse.